# 绍罗
绍罗是巴西塞阿拉州的一个市镇。总面积815.759平方公里，总人口12650人，人口密度15.5人/平方公里。